# La Cité perdue (champ hydrothermal)
Le champ hydrothermal de la Cité perdue, ou abrégé sous Cité perdue, appelé originellement en anglais, Lost City, est une zone de sources hydrothermales alcalines marines située dans le massif sous-marin Atlantis, à l'intersection entre la dorsale médio-atlantique et la faille transformante d'Atlantis, dans l'océan Atlantique. Ce site de serpentinisation ultramafique de longue durée active et inactive, produit de manière abiotique de nombreuses molécules simples telles que le méthane et l'hydrogène qui sont fondamentales à la vie microbienne. En tant que tel, il a suscité un intérêt scientifique en tant que lieu privilégié pour étudier l’origine de la vie sur Terre et sur d’autres planètes similaires. 

## Histoire de l'expédition

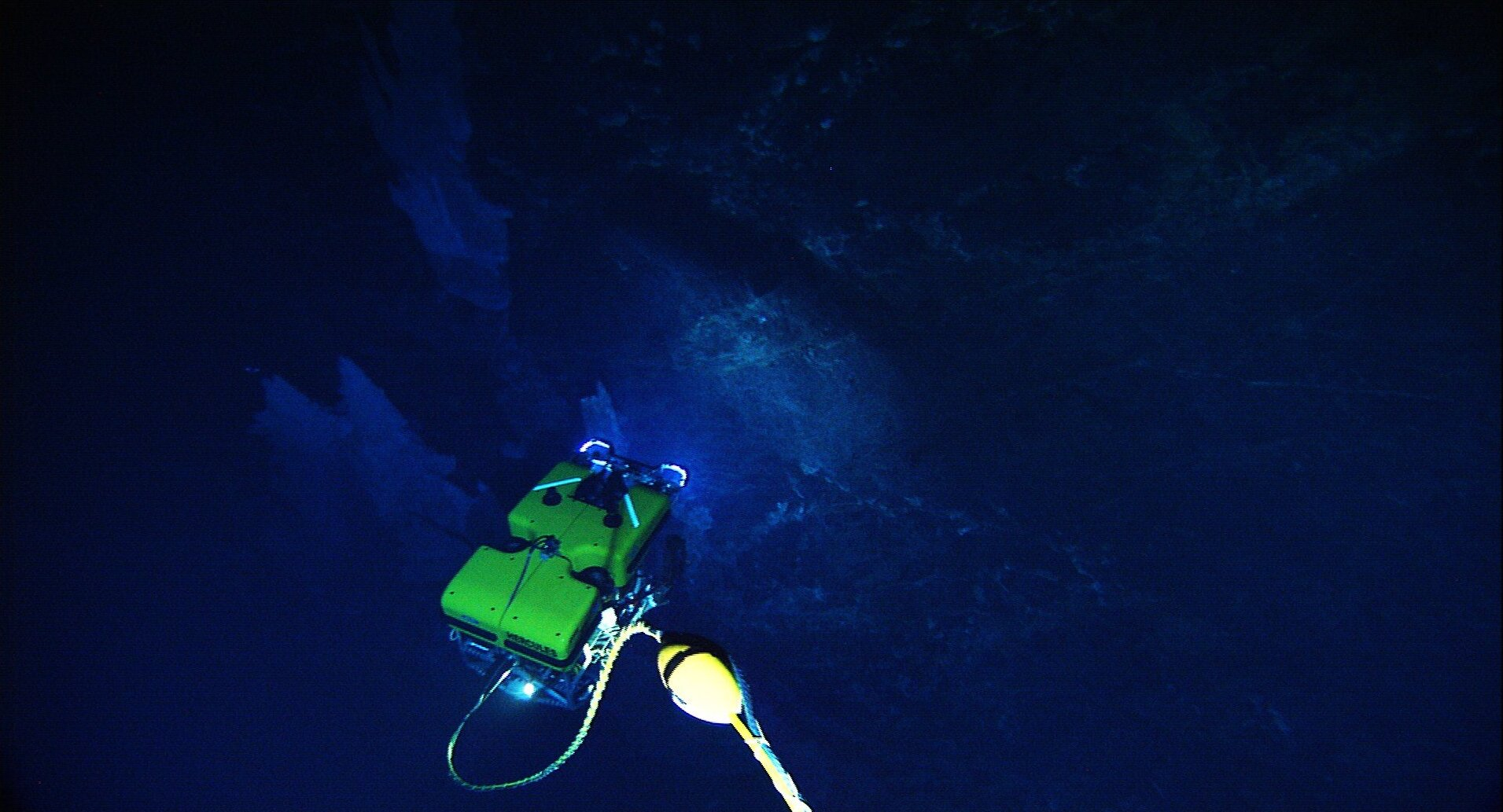
Hercule plongeant vers la Cité perdue en 2005

La Cité perdue a été découverte le 4 décembre 2000, lors d'un programme d'exploration par le sous-marin DSV Alvin et du ROV ArgoII lors de la croisière AT03-60 du RV Atlantis,. La campagne a duré 34 jours, au cours desquels des photographies et des échantillons de monts hydrothermaux ont été pris. 
La découverte de la Cité perdue a incité la National Science Foundation à financer un deuxième voyage de 32 jours (AT07-34) sur le site, en 2003 afin d'utiliser Alvin et le véhicule autonome ABE en mettant davantage l'accent sur l'échantillonnage scientifique et la création d'un carte bathymétrique à haute résolution du champ hydrothermal. ABE participerait à un total de 17 expéditions de plongée, comprenant des visites de suivi, et créant un profil bathymétrique sur 3,3 km2 du massif. 
La première exploration du Programme intégré de forage océanique a eu lieu avec l'expédition 304 fin 2004, lorsqu'une série de trous ont été forés dans le massif Atlantis pour collecter de grosses carottes de roche sur le site,. L'expédition 305 a succédé début 2005 et 340T en 2012.
En juillet 2005, la Cité perdue a été explorée pendant neuf jours par les sous-marins océanographiques Hercules et Argus appareillés depuis le navire Ronald H. Brown de la National Oceanic and Atmospheric Administration, avec notamment une vidéo diffusée en direct à l'Université de Washington à Seattle,. Le site a également été exploré lors de la croisière 50 du navire russe Akademik Mstislav Keldych, qui mettait davantage l'accent sur l'exploration de la pente au sud du champ de fumeurs noirs. Le navire océanographique RV Knorr, appartenant alors à l'US Navy et exploité par l'Institut océanographique de Woods Hole, s'est rendu au massif Atlantis en mai de la même année pour des mesures hydroacoustiques de l'activité sismique potentielle,. Par ailleurs, la campagne française EXOMAR à bord du navire L'Atalante a été menée en juillet et août 2005 pour étudier la biodiversité extrêmophile dans les milieux océaniques profonds. 
L'année 2015 a vu la visite de l'expédition 357 du International Ocean Discovery Program (en), qui a surtout pratiqué des forages sur le massif Atlantis pour en explorer la circulation hors axe,. Une série de forages ont été laissés sur place après le prélèvement de carottes provenant de neuf sites différents, qui ont été échantillonnées à l'aide de bouteilles de prélèvement. Des bouchons de forage ferment deux puits pour permettre d'éventuels futurs échantillonnage des liquides de forage.

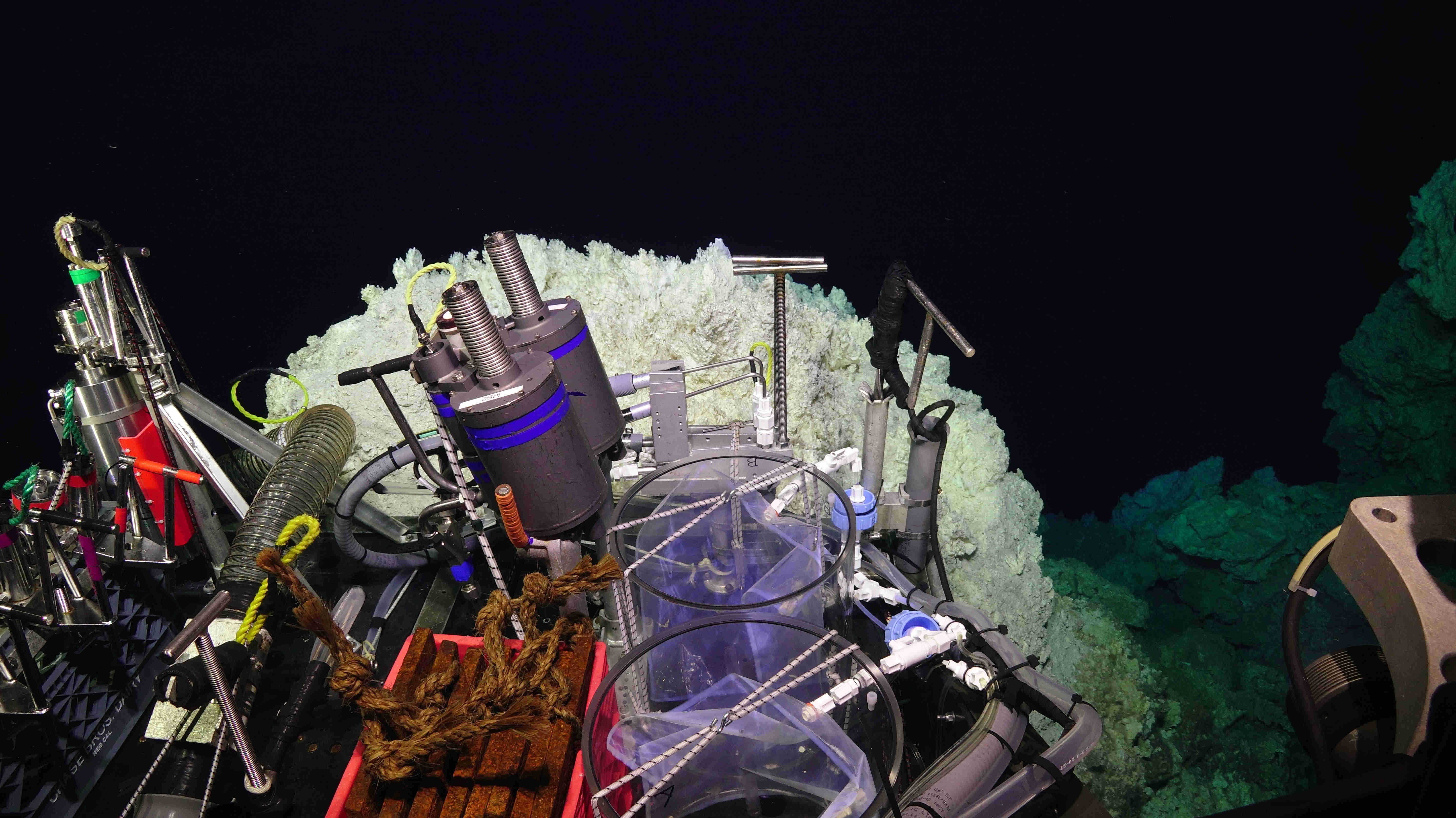
Instruments sur le ROV Jason en 2018

En juillet et août 2018, la campagne française TRANSECT, menée avec L'Atalante en utilisant le véhicule sous-marin téléopéré (ROV) Victor 6000 a collecté diverses mesures et échantillons. Le mois suivant, la croisière américaine AT42-01, surnommée Return to the Lost City, a eu comme objectif de revisiter le champ d'évents après de nombreuses années, avec la participation de nombreux membres de l'équipe de découverte originale en 2000,. Avec l'aide du ROV Jason II et d'une rosette de prélèvement, des photographies, des gaz ambiants, des microorganismes, des roches, des fluides hydrothermaux et des échantillons d'eau de mer ambiante ont été collectés. Les principaux objectifs de la mission étaient de collecter des échantillons biologiques et géochimiques pour rechercher des sources d'énergie pour la vie microbienne. Une campagne de forage en 2015 a tenté de prélever des échantillons dans les trous forés dans le massif et accéder ainsi aux fluides résiduels.
En mars 2023, la navire de recherche RV Falkor Too entreprend sa première campagne pour déployer un nouveau capteur de méthane in situ afin de rechercher une activité hydrothermale similaire à celle de la Cité perdue le long de la dorsale médio-atlantique. Les plongées du sous-marin téléopéré ont été filmées et diffusées en direct sur le site Web du Schmidt Ocean Institute. La croisière s'est terminée le 11 avril, après avoir identifié de nouveaux évents de fumeurs noirs. 

## Géographie

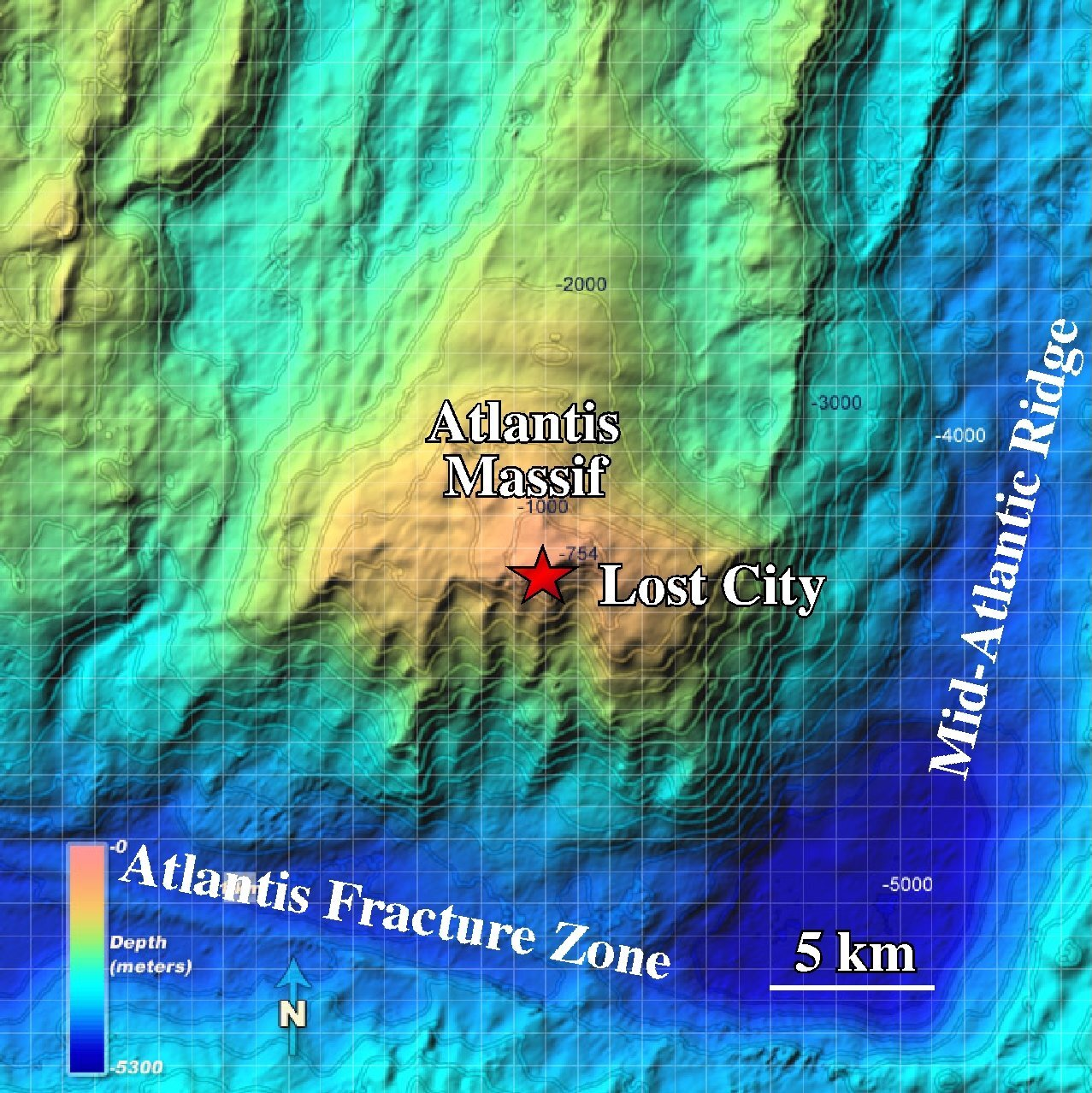
Carte de la Cité perdue sur le Massif Atlantis

La Cité perdue est située dans l'océan Atlantique Nord, sur le fond marin du massif Atlantis, qui s'élève de plus de 4 000 mètres au-dessus du plancher océanique. Le site est décrit comme un champ hydrothermal à longue durée de vie, estimé à plus de 120 000 ans par datation au radiocarbone des plus anciens dépôts de cheminée. Cependant, le site est nettement plus jeune que le massif Atlantis lui-même, qui pourrait être âgé de deux millions d’années. La Cité perdue est située sur un plateau à environ 70 mètres sous le sommet du massif à une profondeur d'environ 750 à 900 mètres, d'une superficie approximative de 500 m2. Le massif lui-même pourrait avoir son origine de la même manière que de nombreux autres complexes océaniques.
La Cité perdue est un site dominé par des falaises abruptes au sud, des cheminées, et des monticules de matériau carbonaté déposés par des cheminées qui s'effondrent en vieillissant. En s'éloignant du champ, les types de roches dominants sont des brèches, des gabbros et des péridotites, qui sont sujets à des mouvements de masse à mesure que la bathymétrie devient plus escarpée. Les événements de mouvements de masse passés sont évidents par les nombreuses escarpes sur le versant du massif. Les débris ont tendance à s'accumuler dans des zones ne dépassant pas une pente de 60 degrés autour du champ, et peuvent subir une lithification selon leur distance par rapport au site.
Parmi les 30 cheminées hydrothermales actives et inactives, Poséidon est la plus grande et la plus étudiée,. Poséidon mesure environ 60 mètres de hauteur et 100 mètres de large et possède de nombreux orifices évacuant les fluides chauds. L'évent surnommé Beehive (ruche), en raison de sa forme distincte lors de sa découverte, mesure environ un mètre de haut et est situé du côté sud de Poséidon. De plus, la tour IMAX mesure environ 8 mètres de hauteur sur le côté nord de Poséidon, bien que la cheminée présente des excroissances ressemblant à des stalagmites pouvant atteindre 30 mètres. IMAX possède un grand rebord qui retient le liquide chaud qui s'échappe et contient un biofilm très apparent agissant à l'intérieur.
D'autres cheminées, telles que Ryan et Nature à l'est de Poséidon, présentent également des structures en forme de rideau et de ruche, mais sont nettement plus petites et évacuent beaucoup moins que Poséidon. Plusieurs évents inactifs sont situés à environ 100 mètres au sud de Poséidon, et ne mesurent que quelques mètres de haut. 
Étant donné que l'emplacement du massif se trouve sur une zone d'expansion lente à ultra-lente de la lithosphère océanique, un grand nombre de failles traversent le champ de ventilation. De nombreuses failles, notamment du côté sud, sont de type normal à angle élevé qui peuvent être masquées par des débris. La plupart des évents trouvés ont tendance à s'étendre d'est en ouest, probablement en raison de l'orientation des lignes de faille sous le champ. 
Deux champs éteints sont situés à environ 300 mètres à l'ouest et 450 mètres au sud-ouest du champ hydrothermal central à des profondeurs de 1 000 mètres ou plus. Ils montrent des évents inactifs de profil similaire à celui de Poséidon avec un dépôt d'éboulis les séparant du champ d'évent central ; ils ont pas été peu explorés. D'après l'âge des échantillons collectés, on suppose que le flux de fluide chaud a migré du sud vers le nord, où se dresse actuellement Poséidon. 
Les données sur les isotopes du strontium, du carbone et de l'oxygène et les âges du radiocarbone amènent à dater d'au moins 30 000 ans l'activité hydrothermale due aux réactions de serpentinisation à la Cité perdue, ce qui en fait la plus vieille de tous les évents de fumeurs noirs connus d'au moins deux ordres de grandeur.

## Géologie et chimie
Les bouches hydrothermales alcalines, rencontrées dans la Cité perdue, ne sont que superficiellement liées aux évents de fumée volcanique noire ; leurs différences sont peut-être plus marquantes que leurs similitudes. Bien que les deux types se trouvent souvent à proximité des centres d'expansion océaniques, les cheminées hydrothermales alcalines ne sont pas formées par des processus volcaniques. Elles libèrent du méthane et de l'hydrogène diatomique dans l'eau environnante, mais ne produisent pas de quantités significatives de dioxyde de carbone, de sulfure d'hydrogène ou de gaz de métaux, qui sont les principaux produits des évents de fumée volcanique noire. De plus, la température et le pH de l’eau environnante des deux types d’évents diffèrent considérablement.

### Minéralogie

Le centre de l'expansion de la dorsale médio-atlantique sépare la lithosphère, créant des failles normales qui exposent les roches souterraines à l'eau de mer.

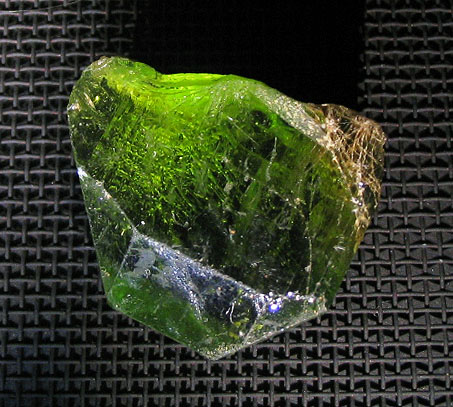
L'olivine, le minéral responsable de la serpentinisation de Lost City.

Le massif Atlantis est décrit comme un complexe central océanique ultramafique de la dorsale médio-atlantique, avec des roches du manteau supérieur exposées à l'eau de mer par le biais de failles provenant d'une extension tectonique associée à des zones d'expansion océaniques. Le demi-taux d'expansion est d'environ 12 mm/an, qui est un déplacement de crête à propagation lente. Des événements sismiques de magnitude 4 et 4,5 sur l'échelle de Richter ont été détectés sur le massif. 
Les minéraux dominants trouvés à Lost City sont ultramafiques, composés principalement d'olivine et de pyroxène avec très peu de silice. Les minéraux de péridotite (principalement spinelle harzburgite ) subissent une serpentinisation et forment des minéraux de magnétite et de serpentine. En raison de l'absence ou de la faible teneur de dioxyde de carbone ou de métaux libérés dans les fluides de ventilation, la Cité perdue n'a pas l'apparence d'un champ de fumeurs noirs, avec peu de particules pour donner un aspect de panache noir.
Les eaux interstitielles s'infiltrent dans le fond marin et remontent, des cheminées d'aragonite, de brucite et de calcite se forment consécutivement lorsque les carbonates de calcium précipitent hors de la solution. Les cheminées plus jeunes sont principalement constituées de brucite et d'aragonite, d'apparence blanches et feuilletées. À mesure que les évents mûrissent, la porosité diminue car les précipités obstruent les voies de fluide. Les compositions minérales évoluent avec l'aragonite suivie de la disparition de la calcite et de la brucite par dissolution, et les cheminées s'assombrissent jusqu'à prendre une couleur grise ou brune. 
Du côté de la faille transformatrice, le mur d'Atlantis se termine à environ 740 mètres sous le niveau de la mer, où les types de roches s'altèrent en diverses roches mylonitiques avec des minéraux de déformation constitués de talc, de trémolite et de serpentine ruban. 

### Serpentinisation
La Cité perdue est un lieu exceptionnel pour l’observation de la méthanogenèse et de l’hydrogénèse abiotiques, car les réactions de serpentinisation produisent du méthane et de l’hydrogène. Avec les réactions de Fischer-Tropsch :

| + → + | \| \| \| \| \| \| \| \| | (Methanogenesis) |
|       |                         |                  |
|       |                         |                  |

| + → + | \| \| \| \| \| \| \| \| | (Hydrogenesis) |
|       |                         |                |
|       |                         |                |
Les réactions sont exothermiques et réchauffent l'eau environnante, à des températures encore relativement basses (40–90 °C) par rapport à d'autres systèmes hydrothermaux. par ailleurs, le pH local augmente jusqu'à des valeurs supérieures à 9, ce qui crée les conditions de la précipitation du carbonate de calcium. La serpentinisation étant particulièrement étendue, les concentrations de dioxyde de carbone sont également très faibles. Les basses températures, les concentrations de dioxyde de carbone, ainsi que la faible teneur en sulfure d'hydrogène et en métaux du panache rendent les évents plus difficiles à identifier à partir des mesures CTD ou des méthodes de rétrodiffusion optique.

## Biologie

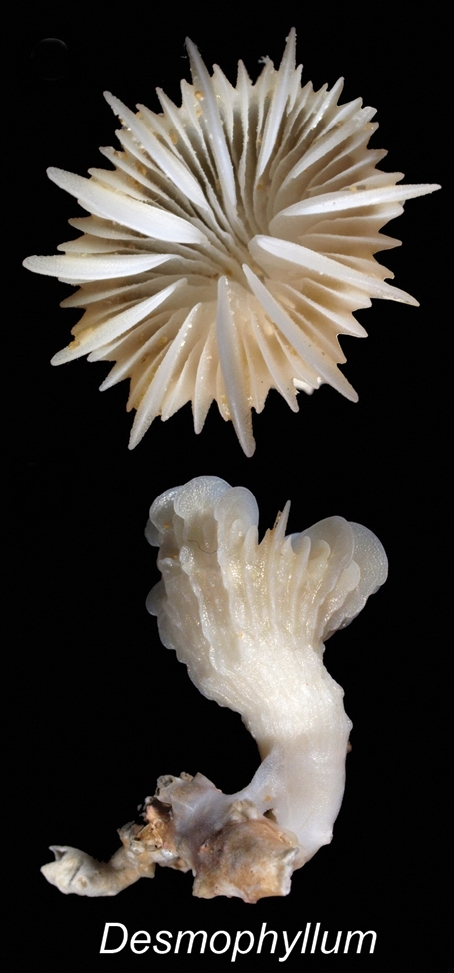
Desmophyllum a été observés sur le champ de la Cité perdue

La Cité perdue et d'autres systèmes d'évents hydrothermaux abritent des formes de vie très différentes en raison de sa chimie unique. Divers micro-organismes vivent dans, sur et autour des cheminées. Les archées de type Methanosarcinales forment d'épais biofilms à l'intérieur des évents où elles se développent grâce à l'hydrogène et au méthane ; des bactéries liées au Bacillota vivent également à l’intérieur des évents. À l'extérieur des fumeurs, d'autres archées, comme l'ANME-1 nouvellement décrite, et les bactéries, dont des Pseudomonadota, oxydent le méthane et le soufre comme principales sources d'énergie.
Le site sous-marin abrite également une variété de petits invertébrés associés aux structures carbonatées, notamment de petits coraux, des escargots, des bivalves, des polychètes, des amphipodes et des ostracodes[réf. nécessaire]. Certains coraux Desmophyllum et vers nématodes ont été observés vivant sur les cheminées carbonatées. D'autres invertébrés tels que les vers tubicoles et les bénitiers géants d'habitude abondants dans les évents de fumeurs noirs typiques sont cependant absents de la Cité perdue. Divers crabes, crevettes, gorgones et de méduses ont également été observés sur le terrain.
La macrofaune est rare autour du champ hydrothermal, bien que de plus gros organismes visitent le champ à l'occasion. Ces visiteurs peuvent être des polyprionidés, des grenadiers et même des requins. Des anguilles à dents de flèche ont été observées sur le champ de Lost City, qui a une profondeur considérable de 120 à 4 800 m. 

## Importance
La Cité perdue est un terrain d'étude pour les géologues, chimistes et biologistes avec son écosystème fonctionnel, pour l'étude de la vie dans des environnements extrêmes et d'autres processus pilotés par la production abiotique de méthane et d'hydrogène par serpentinisation.

### Similitudes avec d'autres paramètres régionaux
Le champ d’évent de Lost City partage un certain nombre de caractéristiques avec le champ d’évent de Baie de Prony, près de la Nouvelle-Calédonie, dans l’océan Pacifique. Les deux sont des endroits à température modérée qui produisent en abondance de l’hydrogène et du méthane. La baie de Prony est cependant nettement moins profonde (moins de 50 m) que Lost City (environ 800 m) et héberge une biologie unique, notamment l'extrémophile Alkaliphilus hydrothermalis. 
Un autre évent hydrothermal alcalin, le champ hydrothermal de Strytan, a été identifié au large de la côte nord de l'Islande. Nettement moins profond, il diffère aussi par l'origine de ses fluides, qui proviennent principalement d’eau douce terrestre.
Le champ hydrothermal Von Damm, situé dans la Mer des Caraïbes, se trouve également situé au sommet d'un complexe océanique.

### Origine de la vie
Il a été suggéré que des versions anciennes de bouches hydrothermales alcalines similaires, dans les mers de la jeune Terre, pourraient être le berceau de toute forme de vie, constituant ainsi l'abiogenèse originelle de la planète. Le gaz hydrogène libre produit, les catalyseurs métalliques en accord avec la théorie du monde fer-soufre, la structure micro-cellulaire des tours, et l'énergie hydrothermale disponible auraient pu fournir un environnement propice aux débuts des cycles énergétiques non photosynthétiques, communs aux micro-organismes les plus primitifs, ainsi qu'à la création de molécules organiques,. Les structures microscopiques de ces évents alcalins « montrent des compartiments interconnectés qui constituent une couveuse idéale pour l'origine de la vie ». Les structures microscopiques dans ces évents alcalins « montrent des compartiments interconnectés qui constituent une écloserie idéale pour l’origine de la vie ». 

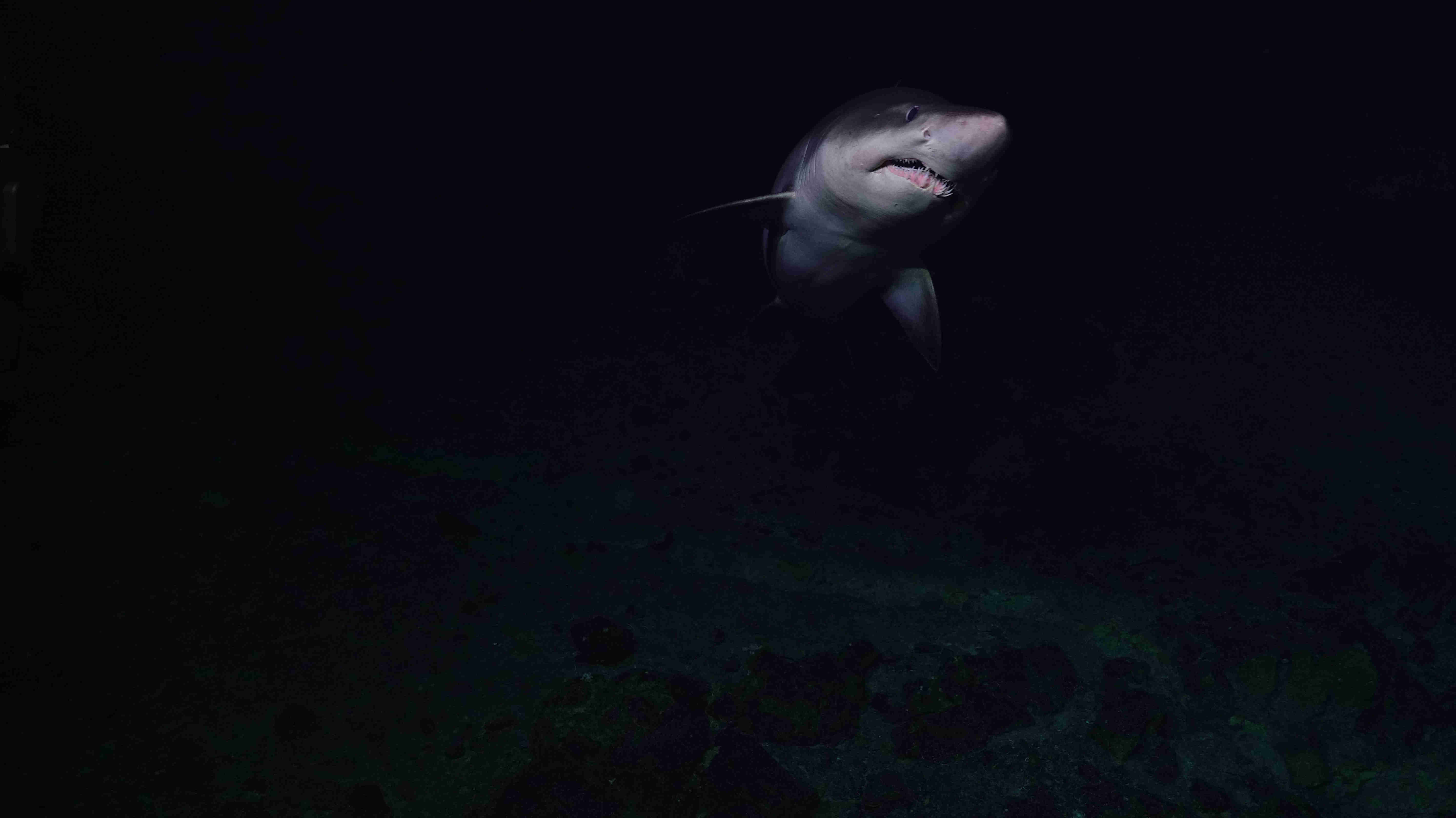
Un requin en visite sur le terrain de Lost City

Les sources hydrothermales alcalines génèrent par ailleurs, en permanence des acétyl-thioesters proche de l'acétyl-coenzyme A, fournissant à la fois le point de départ de molécules organiques plus complexes et l'énergie nécessaire à leur production. Toutefois, le scénario de l'abiogénèse autour des évents du site est mis en doute par des chercheurs japonais de l'Earth-Life Science Institute (ELSI), de l'Institut de technologie de Tokyo. Ils ont montré qu'en raison du changement élevé d'énergie disponible de l'hydrolyse des thioesters et de leurs faibles constantes d'équilibre correspondantes, il est peu probable que ces molécules aient pu s'accumuler de manière abiotique dans une mesure significative dans les champs de la Cité perdue. 
Les conditions de Lost City sont particulièrement remarquables en raison des différents types d'extrêmophiles présents. Les microbes de la Cité perdue sont des polyextrémophiles, c'est-à-dire qu'ils sont à la fois alcaliphiles, piézophiles modérés et thermophiles, et qu'ils vivent dans un environnement dépourvu de lumière solaire. La combinaison de ces caractéristiques extrémophiles indique que les organismes du site sont plus extrêmes que ceux trouvés ailleurs, ce qui en fait des sujets d'étude particulièrement intéressants pour comprendre les exigences de la vie.
Étant donné que les seules conditions pour la serpentinisation sont la présence d'olivine et d'eau de mer, des endroits comme la Cité perdue pourraient théoriquement exister sur des corps extraterrestres contenant de l'eau liquide comme Europe et Encelade.

## Dans la culture populaire
Lost City est présenté dans le film Disney 3-D IMAX Aliens of the Deep. La paroi IMAX n'avait pas de nom avant la sortie du documentaire. Extrêmement reconnaissable dans le film, elle a pris le surnom du format de pellicule diffusé dans les salles de cinéma.
The Lost City est également dans l'épisode 2 du documentaire Blue Planet II de la BBC. 

## Galerie

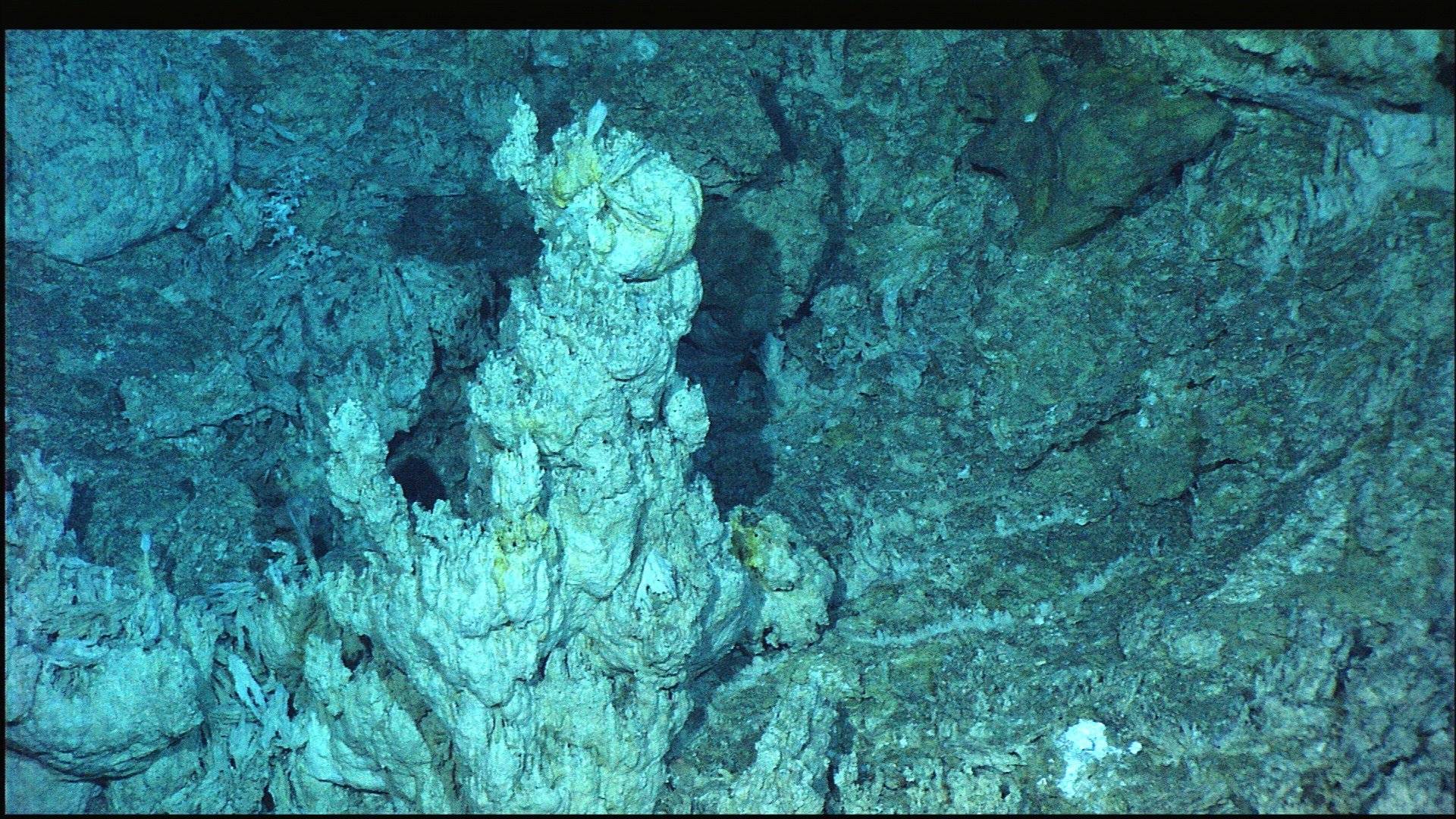
Une flèche de carbonate blanc dans le champ hydrothermal de la Cité Perdue.
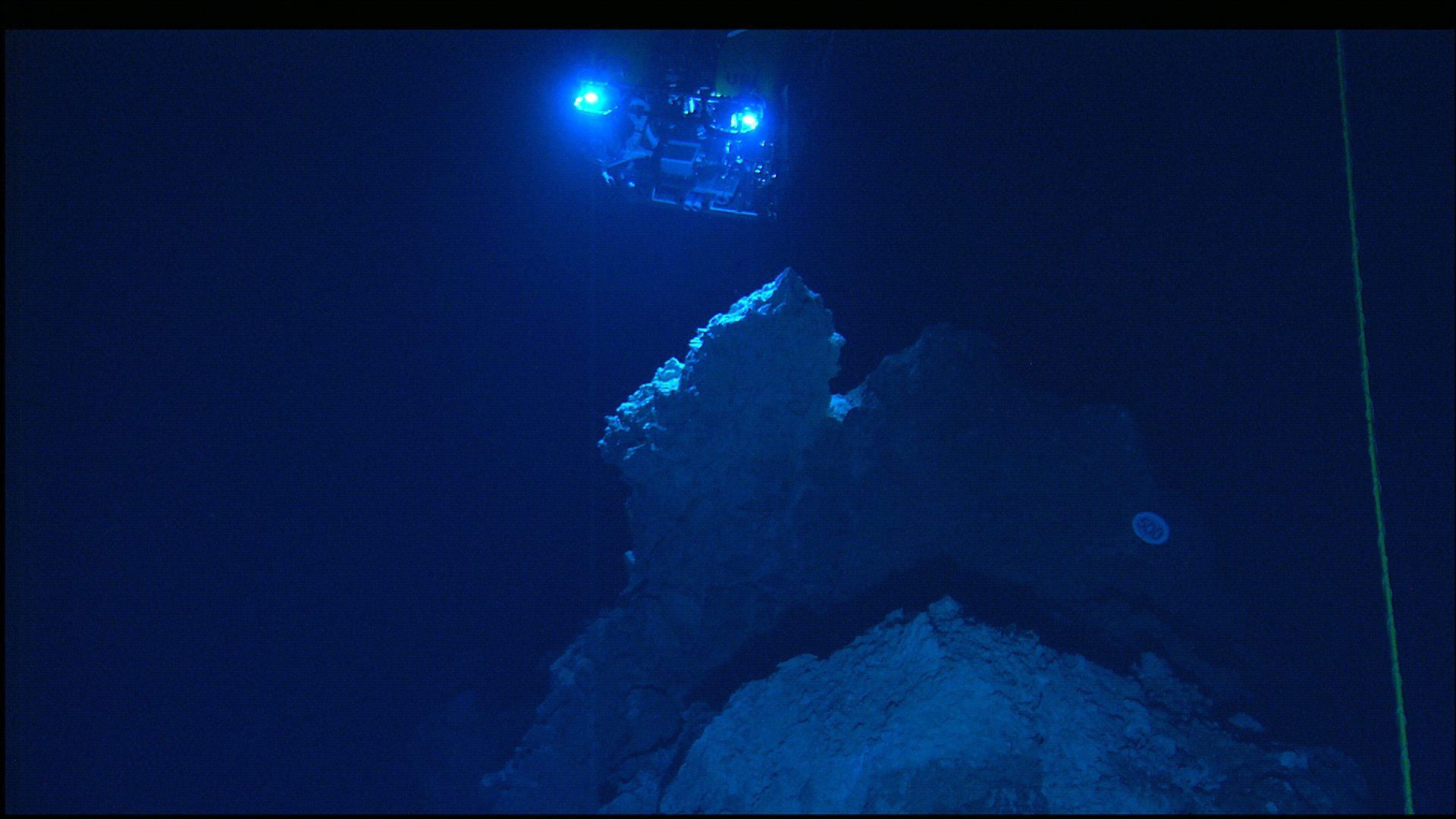
« Hercule » manœuvre autour des flèches rocheuses.
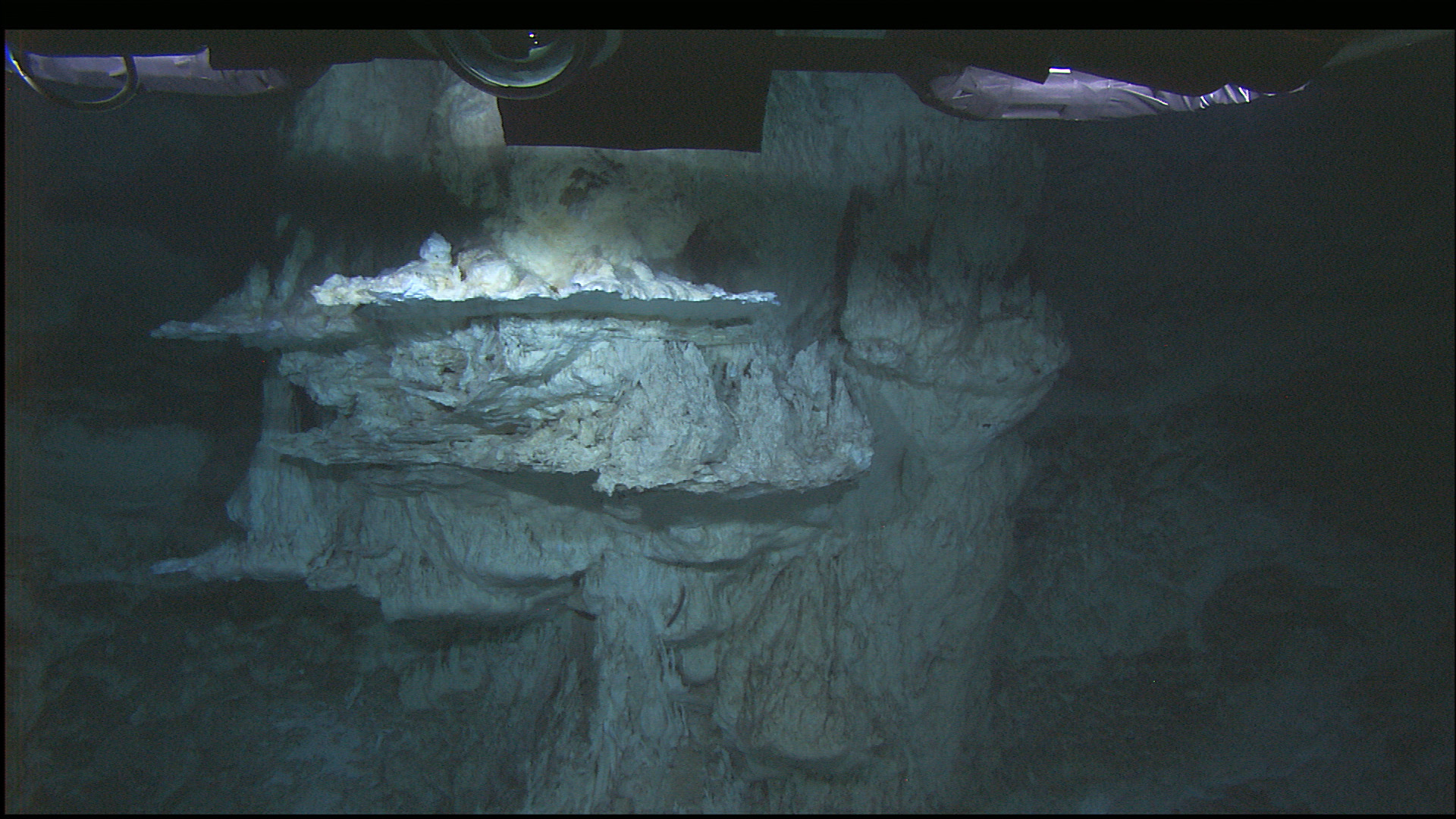
Vue d'un rebord depuis le ventre d'un ROV.
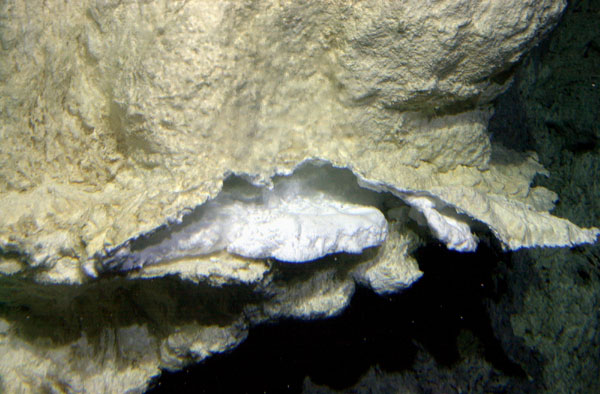
Fluides d'évents chauds provenant de l’intérieur immaculé d’un rideau cassé.
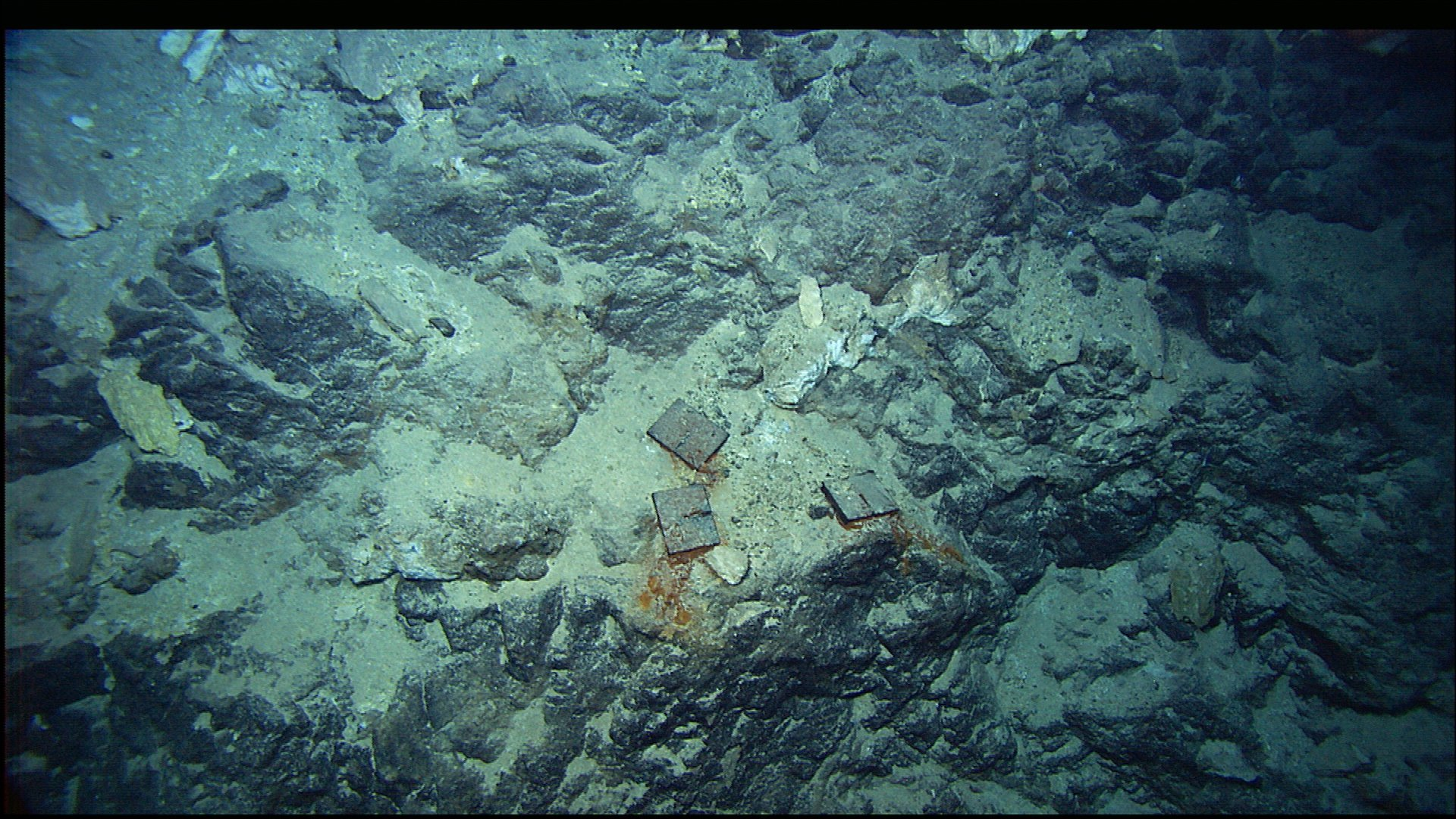
Des plaques de fer sont tombées sur le fond marin comme ballast.
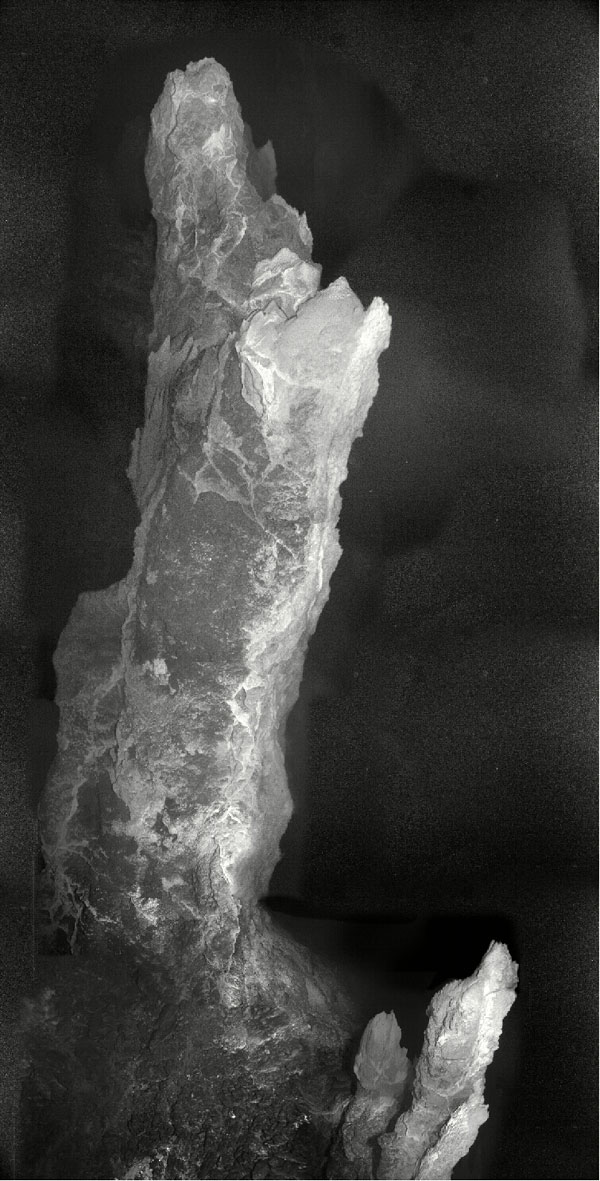
Une cheminée de 9,1 m..
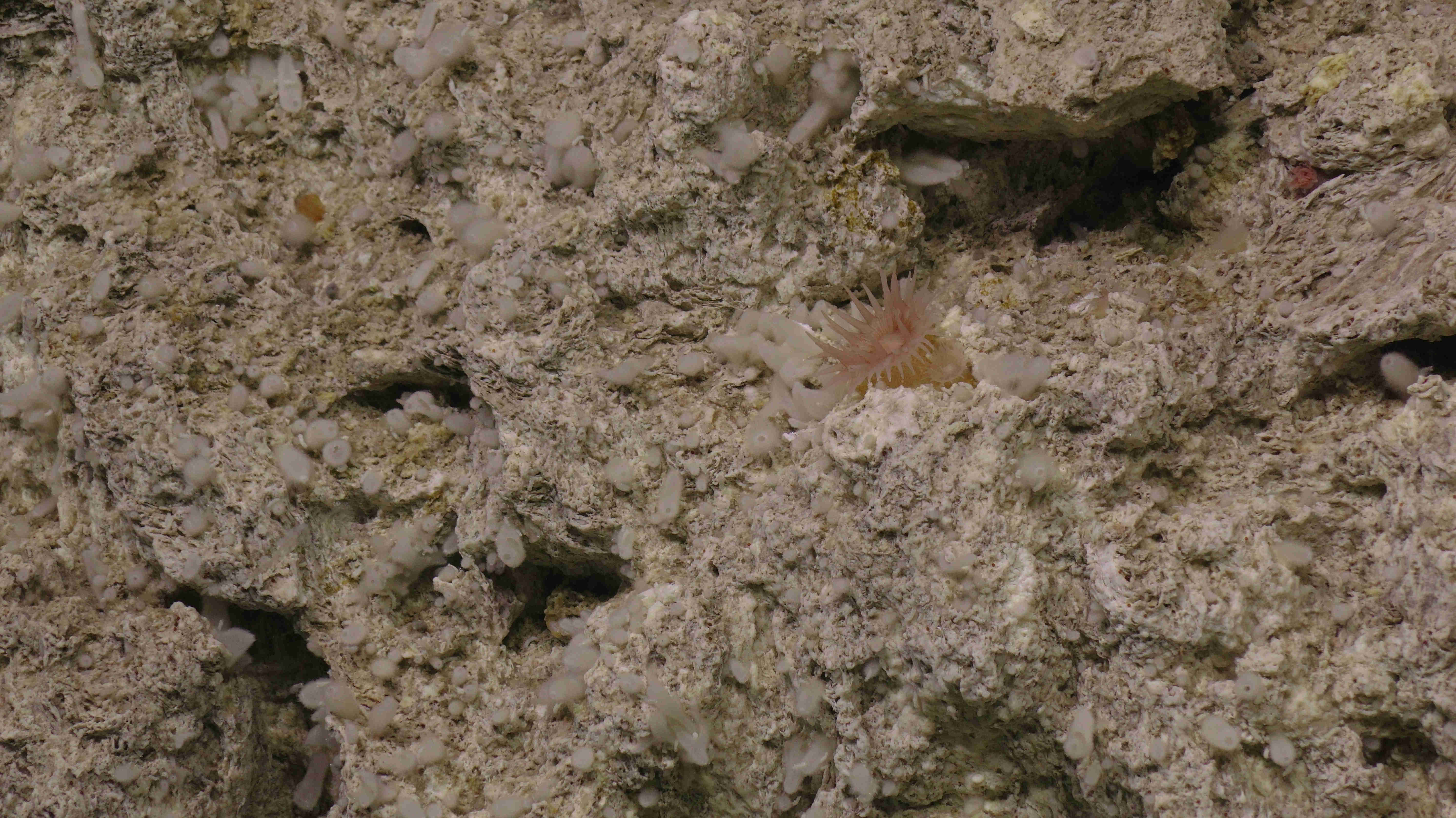
Une anémone poussant sur une roche de cheminée carbonatée.
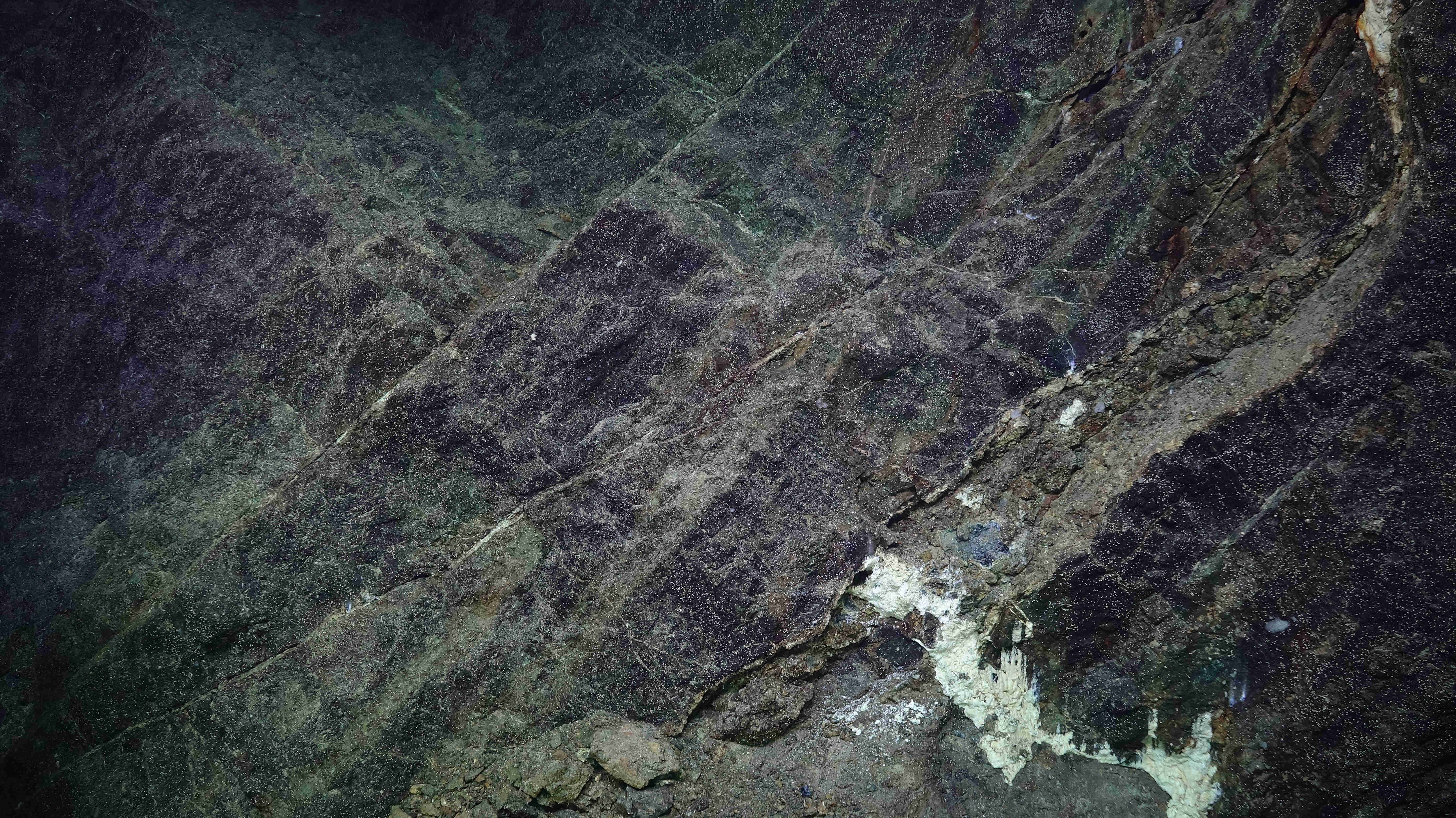
La roche du sous-sol est à la base de la plupart des serpentinisations dans la Cité perdue.
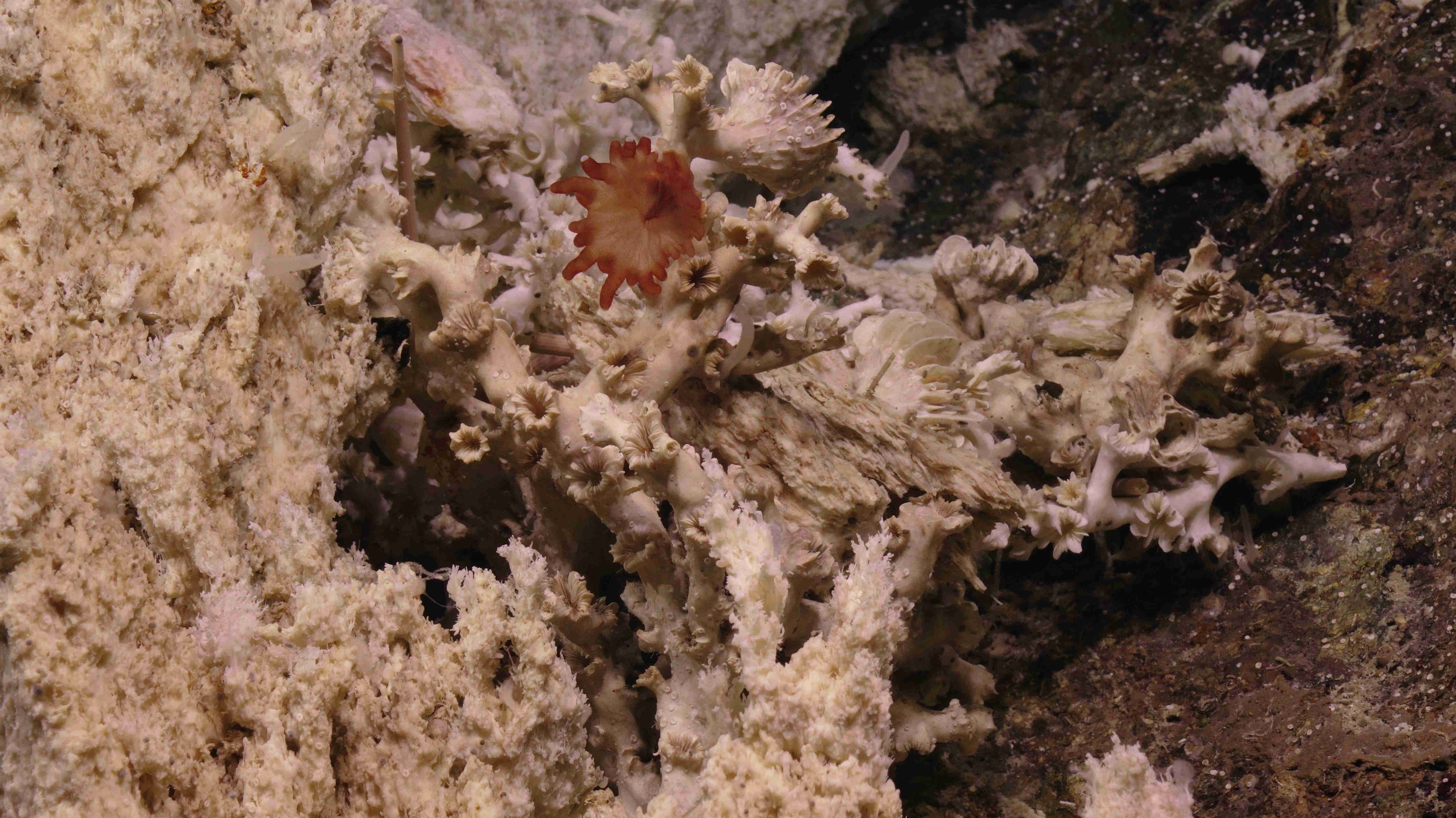
Corail poussant sur des roches de cheminée carbonatées.
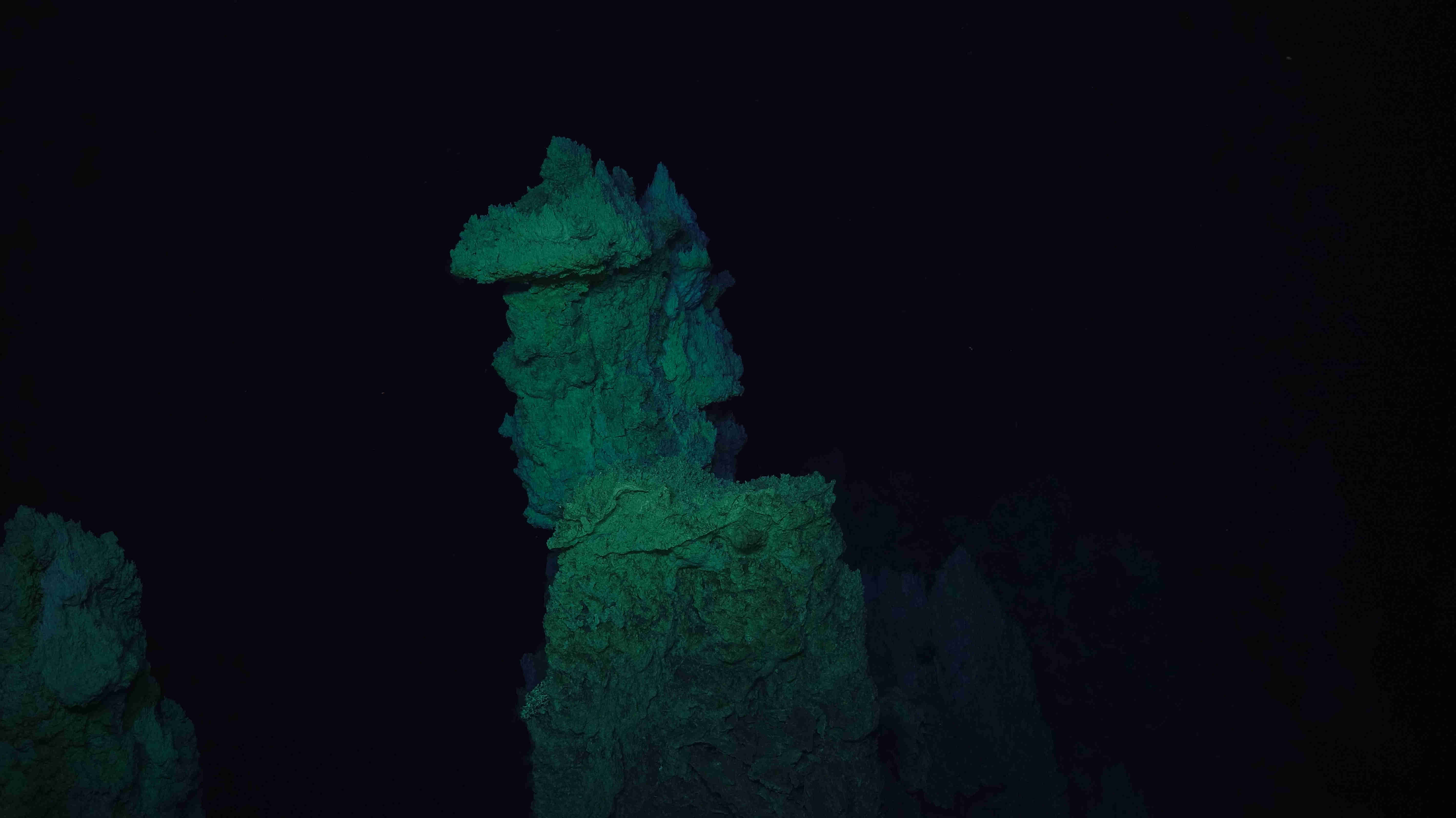
Une cheminée apparaît de l'obscurité dans la zone de la Cité perdue.
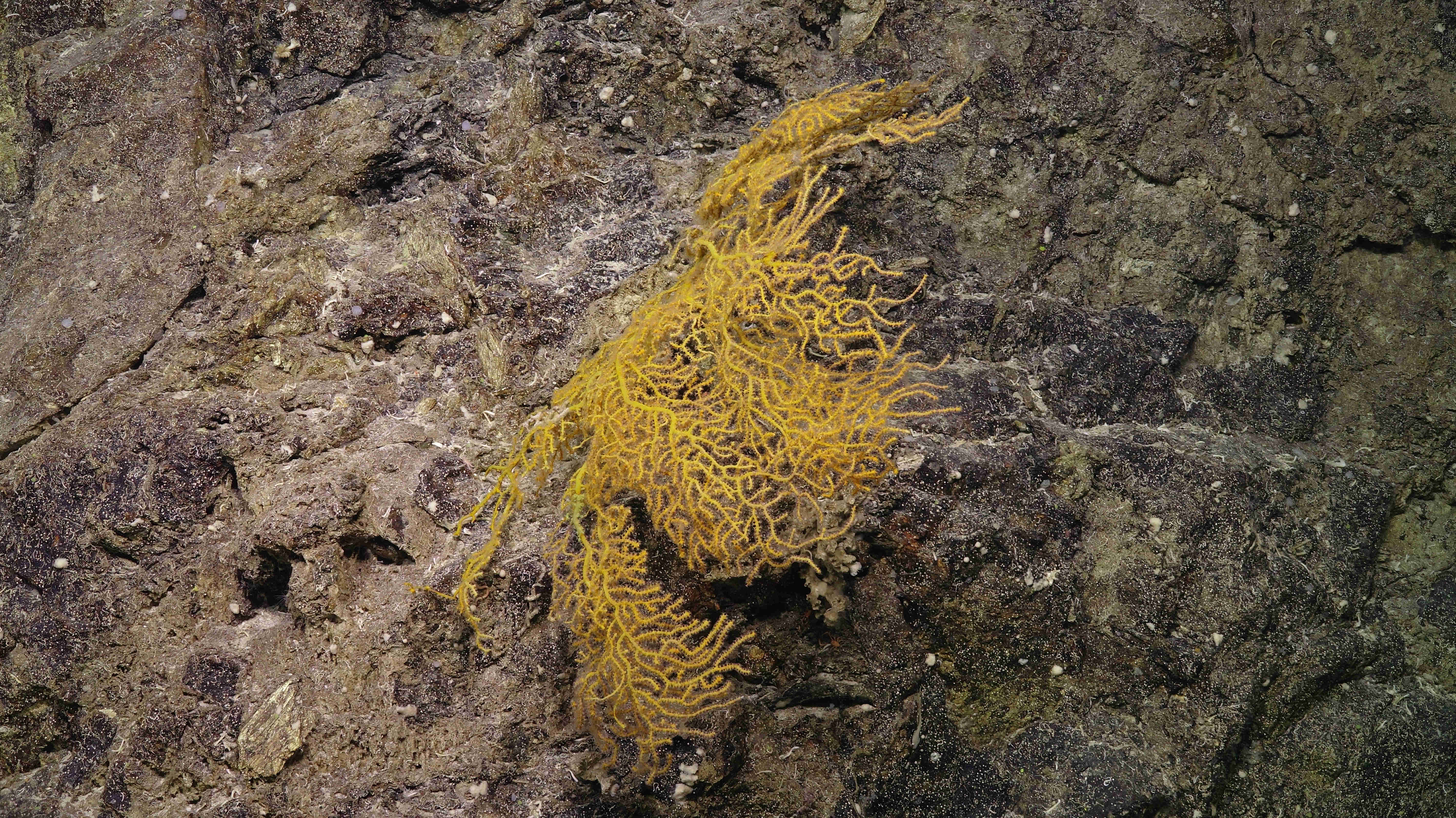
Un évent d'eaux profondes.

## Protection
Les flèches carbonatées du champ hydrothermal de la Cité perdue se trouvent depuis 2016 sur la liste des souhaits de protection de l'UNESCO. 